# 徐均
徐均，中書省晉寧路吉州（今山西省吉縣）人。明朝初期政治人物。
徐均为太学士出生，后任肇慶府陽春縣主簿，与当地土豪所争，并清剿当地莫大老等匪徒。徐均因不法事逮捕其入狱，其假借兩瓜及安石榴名义，赠送黃金美珠。徐均逮捕其见知府。府上官员因受贿，而放其回乡。徐均大怒，欲再次逮捕治理。后被知府调任分管陽江。之后因丁忧离任。